# Federación Internacional de Orientación

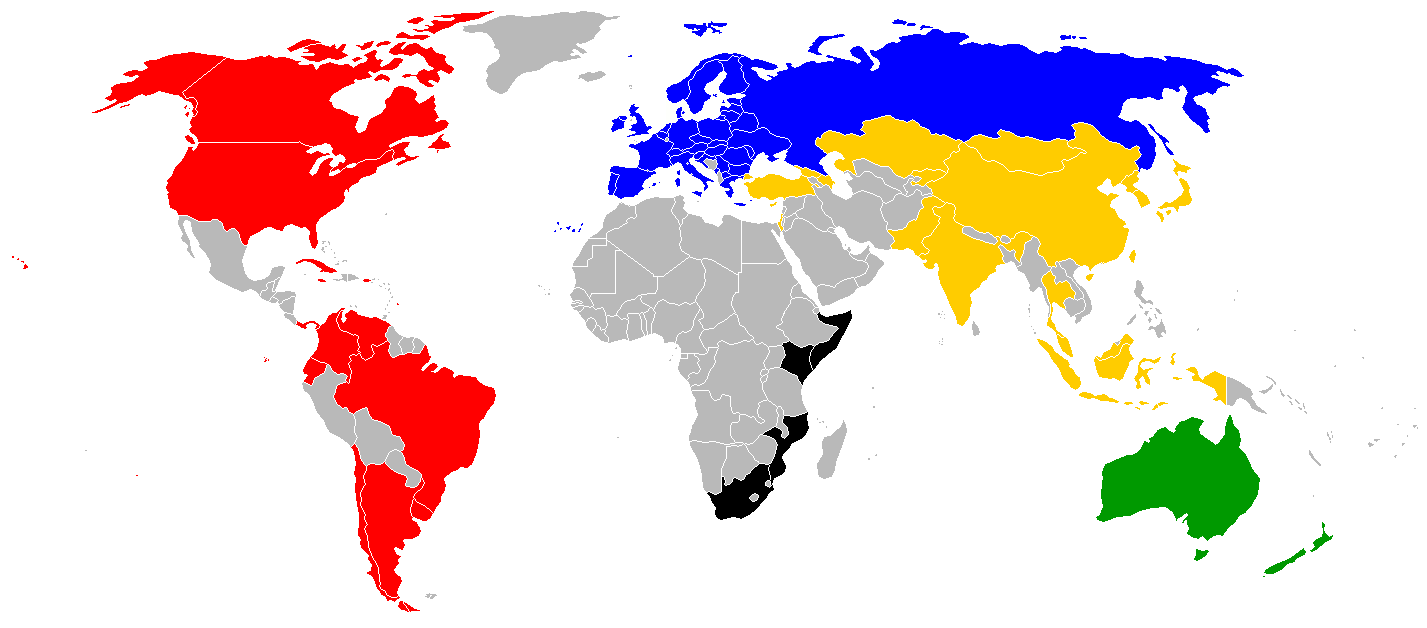
Países miembros.

La Federación Internacional de Orientación o IOF (del inglés International Orienteering Federation) es una confederación internacional de organizaciones nacionales del deporte de orientación. Sus principales actividades son organizadas a través de comisiones que se preocupan de algunos aspectos del desarrollo del deporte a nivel mundial. La IOF patrocina diversas competiciones internacionales, incluido el Campeonato Mundial del Deporte de Orientación. Su oficina central se encuentra actualmente en  Karlstad, Suecia.
Su misión es "difundir el deporte de orientación, promover su desarrollo, y crear y mantener un calendario de eventos atractivo a nivel mundial". A partir de 1977, la IOF ha sido reconocida por el Comité Olímpico Internacional.

## Historia
La Federación Internacional de Orientación fue fundada el 21 de mayo de 1961 en una conferencia en Copenhague, Dinamarca, por las federaciones nacionales de Bulgaria, Checoslovaquia, Dinamarca, la República Federal de Alemania, la República Democrática de Alemania, Finlandia, Hungría, Noruega, Suecia y Suiza. En 1969, la IOF representaba a 16 países, incluyendo a 2 miembros no europeos: Japón y Canadá. El 5 de enero de 2010, la IOF ha alcanzado 70 federaciones nacionales del deporte de orientación, de los cuales 49 son miembros completos y 21 miembros asociados. En octubre de 2020 ya dispone de 75 federaciones nacionales miembros según Eventor.

## Miembros
| África               | África          | África         | África        | África     |
| -------------------- | --------------- | -------------- | ------------- | ---------- |
| Kenia*               | Mozambique*     | Somalia*       | Sudáfrica     |            |
| América              |                 |                |               |            |
| Argentina*           | Brasil          | Canadá         | Chile*        | Colombia   |
| Cuba*                | Ecuador*        | Estados Unidos | Jamaica*      | Panamá     |
| Puerto Rico*         | Uruguay*        | Venezuela*     |               |            |
| Oceanía              |                 |                |               |            |
| Australia            | Nueva Zelanda   |                |               |            |
| Asia                 |                 |                |               |            |
| China                | Corea del Norte | Corea del Sur  | Georgia*      | Hong Kong  |
| India*               | Indonesia*      | Israel         | Japón         | Kazajistán |
| Kirguistán*          | Malasia*        | Mongolia       | Pakistán*     | Tailandia* |
| Taiwán               | Turquía         |                |               |            |
| Europa               |                 |                |               |            |
| Alemania             | Austria         | Bélgica        | Bielorrusia   | Bulgaria   |
| Croacia              | Dinamarca       | Eslovaquia     | Eslovenia     | España     |
| Estonia              | Finlandia       | Francia        | Grecia*       | Hungría    |
| Irlanda              | Italia          | Letonia        | Liechtenstein | Lituania   |
| Macedonia del Norte* | Moldavia        | Noruega        | Países Bajos  | Polonia    |
| Portugal             | República Checa | Reino Unido    | Rumania       | Rusia      |
| Serbia               | Suecia          | Suiza          | Ucrania       |            |

* Miembros asociados

## Estructura interna
La Federación Internacional de Orientación tiene un presidente electo, un primer vicepresidente, dos vicepresidentes y otros miembros del concejo. Las operaciones diarias son responsabilidad de la secretaría de la IOF y su asistente. Varias comisiones permanentes se responsabilizan del desarrollo del deporte a nivel mundial (comisión medioambiental, médica, de mapas, reglamentaria, etc.).

## Publicaciones
La Federación publica una gran variedad de revistas y trabajos relacionados con el deporte de orientación. Entre estos se incluyen Orienteering World, de publicación anual, The Scientific Journal of Orienteering, The IOF Newsletter y ediciones oficiales del reglamento del deporte de orientación y especificaciones para mapas de orientación.

## Membresía en otras organizaciones
La Federación es miembro de las siguientes organizaciones:
- Association of IOC Recognized International Sports Federations (ARISF)
- Asociación Internacional de los Juegos Mundiales (IWGA)
- International Masters Games Association (IMGA)
- General Association of International Sports Federations (GAISF)
- European Masters Sports Association (EMSA)